# アルファクラブ武蔵野
アルファクラブ武蔵野株式会社（アルファクラブむさしのかぶしきがいしゃ、Alpha Club Musashino Co., Ltd.）は、日本の冠婚葬祭事業を営む企業。関東地方を中心に葬祭・婚礼事業などを展開しており、埼玉県さいたま市大宮区に本社を置く。冠婚葬祭互助会の運営や、葬儀場・結婚式場の運営などを行っている。

## 概要
同社は、葬祭事業「さがみ典礼」、婚礼事業「ベルヴィ」、互助会事業「あるふぁくらぶ」などを展開している。
近年は、メタバース空間を利用した供養サービスや、AI技術を活用した故人再現サービスなど、新規事業にも取り組んでいる。

## 沿革
- 1962年6月 - 和田義保により、埼玉県川口市大字芝にて「さがみ典礼」を創業。[6]
- 1964年9月 - 「有限会社さがみ典礼」（資本金50万円）を設立。個人経営の全業務を引き継ぐ。[6]
- 1969年5月 - 「有限会社さがみ典礼」の一事業として「株式会社武蔵野互助会」の前身、「埼玉県冠婚葬祭互助会」を発足。[6]
- 1970年3月 - 埼玉県冠婚葬祭互助会の発足に伴い、事業範囲を拡張。「冠婚葬祭武蔵野互助会」に改称。[6]
- 1972年5月 - 「株式会社武蔵野互助会」設立。[6]
- 1972年6月 - 和田昌也が代表取締役社長に就任。[6]
- 1973年8月 - 寝台自動車の運送事業を目的に「有限会社武蔵野」を設立。[6]
- 1974年8月 - 前払式特定取引業の許可を受ける（許可番号 互第3007号）。[6]
- 1989年5月 - 「アルファクラブ武蔵野株式会社」に社名変更。[6]
- 2001年9月 - 武蔵野グループ40周年記念「アルファクラブ冠婚葬祭事典」発行。[6]
- 2008年2月 - 株式会社サイカンシステムと業務提携を結ぶ。[6]
- 2013年1月 - 株式会社ユニクエストを買収。[7]
- 2024年5月 - 株式会社レトロミームを完全子会社化。[8]
- 2024年7月 - 宇宙葬の送客サービス開始。[9]
- 2024年9月 - メタバース霊園「風の霊」サービス開始。[10]
- 2024年12月 - バーチャルAI故人サービス「Revibot」のサービス開始。[11]

## 経営体制[12]
- 代表取締役会長：和田哲哉
- 代表取締役社長：和田浩明

## 拠点・規模[12]
- 本社所在地：〒330-0855 埼玉県さいたま市大宮区上小町535番地
- 従業員数：約1,030名（2025年3月末時点）
- 年間実績：葬儀13,474件、結婚式522件
- 施設数：葬祭施設 102か所、婚礼施設 2か所
- 互助会会員数：408,821件（2024年3月時点）

## DX認定
2023年12月、同社は葬祭業界で初めて経済産業省の「DX認定事業者」に認定された。

## 社会貢献・地域連携
- 埼玉県と「子どもの居場所づくり等の支援に関する協定」を締結（2020年）[14]
- 葬斎施設を活用し、災害時の防災倉庫を埼玉県さいたま市に寄贈（2024年）[14]
- 地域施設で子ども食堂やフードパントリーを開催し、地域との関係構築を進めている[15]